# Старая Рачейка
Старая Рачейка — село в Сызранском районе Самарской области, административный центр сельского поселения Старая Рачейка. Село основано в 1692 году.  

## География
Находится на расстоянии примерно 31 километр по прямой на северо-запад от северо-западной окраины районного центра города Сызрань.

## История

### В XVII веке
Село возникло в 1692 году на земле, принадлежавшей московскому Вознесенскому девичьему монастырю. Основателями и первыми жителями села стали переселенцы из сел Борисовское, Ставрово и Брутово Владимирского уезда Владимирской губернии.
Возникновение Старой Рачейки относится к периоду монастырского освоения Южного Средневолжья во второй половине XVII века, а именно в этап «складывания в 1690-х гг. на территории Симбирского уезда крупной вотчины московского женского Вознесенского монастыря», как пишет историк Э.Л. Дубман.
Первое название села — Козмодемьянское, в честь святых бессребреников Козьмы и Дамиана.

### В XVIII веке
В 1712 году в селе был воздвигнут первый храм (просуществовал до 1871 года).
До 1762 года с. Старая Рачейка была вотчиной Московского Вознесенского девичьего монастыря. После 1762 года село стало государственным, а жители Старой Рачейки стали экономическими крестьянами.
В 1782 году переселенцы из Старой Рачейки основали село Новая Рачейка.

### В XIX веке
С 1835 года жители Старой Рачейки стали удельными крестьянами.
В 1836 году в селе было открыто Старорачейское удельное училище, учиться в котором могли лица мужского пола старше 10 лет. Набор происходил ежегодно в количестве 60 человек, обучение длилось три года. Первое здание училища сгорело в 1855 году, в 1858 году было построено новое.
Со второй четверти XIX века в селе ежегодно проводилась Тихвинская ярмарка (26 июня, в день Тихвинской Божьей Матери), на которую съезжались купцы из Сызрани, Симбирска, Карсуна, Хвалынска. Ярмарки (или базары) в селе проводятся и по сей день, базарным днем считается четверг.
С 1865 года, в результате Крестьянской реформы, жители Старой Рачейки стали крестьянами-собственниками.
В 1871 году на месте старого храма был воздвигнут новый деревянный храм. Освящен в том же году на престольный праздник св. Косьмы и Дамиана (14 ноября по новому стилю). В 1870 году к составлению проекта на постройку нового храма был привлечен сельский строитель с. Томышева И.Г. Сопляков.
В 1897 году через село была проведена линия Московско-Казанской железной дороги. Линия разделила село пополам, некоторые дома были снесены. Владельцы снесенных домов, получив от Общества Московско-Казанской железной дороги крупную денежную компенсацию, переселились на улицу Гагарина.
Вторая ветка железной дороги была построена в 1930-е годы.

### В XX веке
В 1914 году, в год начала Первой мировой войны, в селе были организованы лазареты для раненых. В том же году жителями села была организована отправка вещей и некоторого продовольствия в действующую армию.
С 1930 года по настоящее время администрация сельского поселения Старая Рачейка располагается в доме П.Ф. Ашуркова труженика – крестьянина, который был вывезен с семьей из Сызрани в неизвестность.
В годы Великой Отечественной войны на фронт ушло около 800 старорачейцев. На полях сражений погибло 373 человека; 300 – рядового состава, 43 – младшего офицерского состава; сержанты, старшины и 30 офицеров.

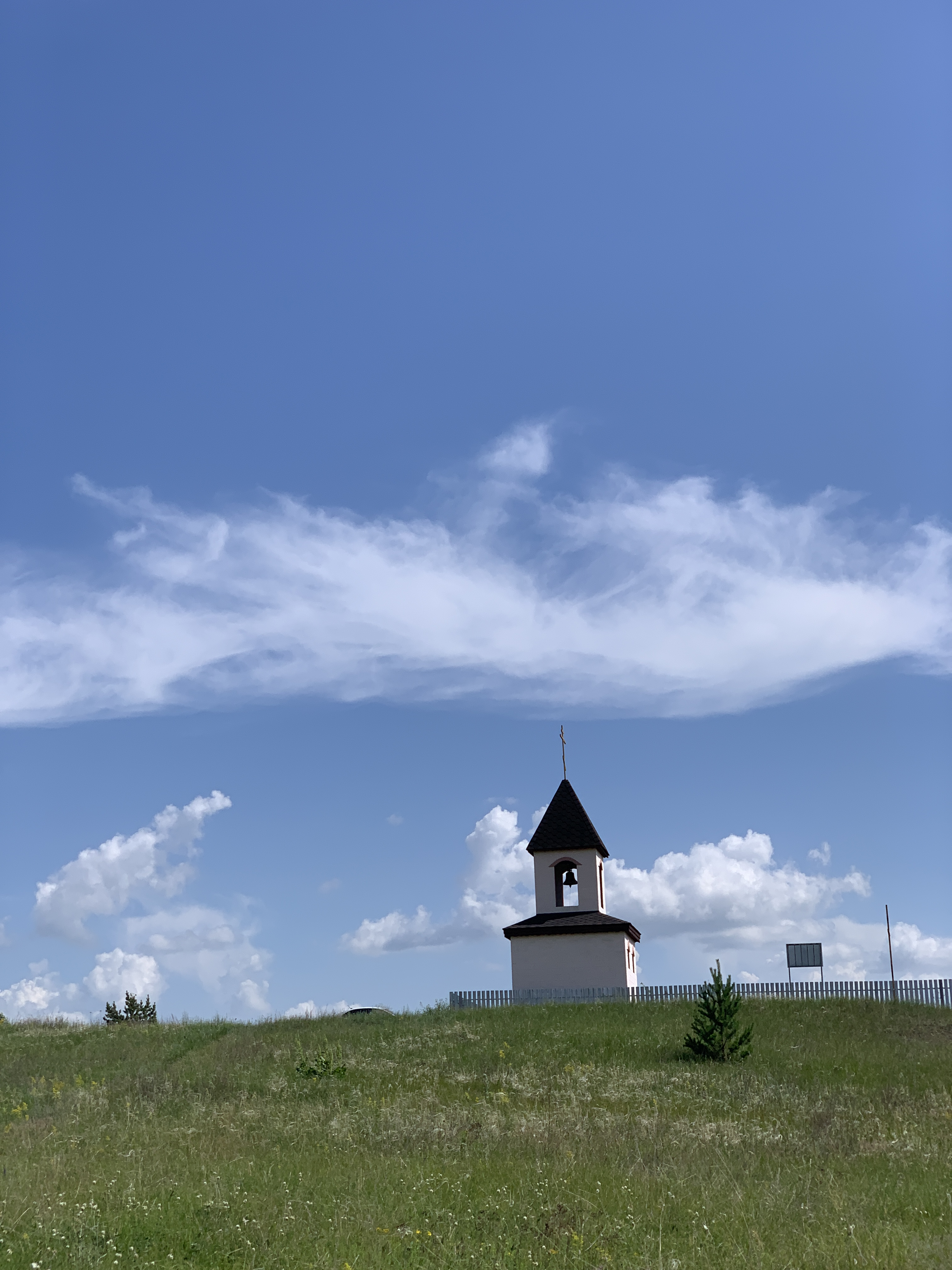
Часовня у родника «Монашкин ключ». Здесь в начале 1690-х годов были воздвигнуты первые монастырские строения, отсюда же ведёт свою историю село Старая Рачейка.

С 1941 по 1946 год в корпусах санатория села функционировал эвакогоспиталь № 3275. Умерших от ран бойцов и командиров сначала хоронили на гражданском кладбище. Затем – в общих могилах, в стороне от него. Так возникло братское захоронение воинов.
В 1966 году построена новая школа на 480 мест.
В 1972 году открыт памятник погибшим воинам-землякам на центральной площади села в виде мраморных плит с именами погибших.
В советское время работал колхоз «Путь к коммунизму» и фабрика бытового обслуживания.
В 1999 году было заново отстроено здание Бывшей начальной школы, в котором разместился Дом культуры на 120 мест.

## Объекты культурного наследия в селе[5]
| № п/п | Наименование объекта                                                | Датировка              | Местонахождение объекта (адрес)   |
| 1.    | Церковь во имя Кузьмы и Демьяна                                     |                        | Старая Рачейка                    |
| 2.    | Домовая церковь                                                     | кон. XIX - нач. XX в.  | Старая Рачейка                    |
| 3.    | Церковно-приходская школа                                           | кон. XIX - нач. XX в.  | Старая Рачейка                    |
| 4.    | Земская больница (комплекс) 1) Здание земской больницы 2) Дом врача | 1904                   | Старая Рачейка                    |
| 5.    | Дом Пачина                                                          | 1763                   | Старая Рачейка                    |
| 6.    | Дом крестьянина Туленева                                            | кон. XIX - нач. XX в.  | Старая Рачейка                    |
| 7.    | Дом управляющего усадьбой                                           | кон. XIX - нач. XX в.  | Старая Рачейка                    |
| 8.    | Дом Ваннаевых                                                       | кон. XIX в.            | Старая Рачейка,                   |
| 9.    | Дом Ваннаевых                                                       | кон. XIX в.            | Старая Рачейка,                   |
| 10.   | Дом Ваннаевых                                                       | кон. XIX - нач. XX вв. | Старая Рачейка, ул. Советская, 66 |

## Интересные факты
- В мае 1872 года с целью проверки мужского училища Старую Рачейку посетил отец Владимира Ильича Ленина, инспектор народных училищ Симбирской губернии Илья Николаевич Ульянов.
- В Старой Рачейке родился и жил святой старец Андрей Кузьмич Логинов (1874-1861). По многочисленным свидетельствам современников обладал даром исцеления по молитве. Провёл 11 лет в пустынничестве[6].
- В селе сохранилось знание об устаревших народных выражениях, словах и названиях, которые использовались рачейцами (жителями села) столетия назад. Их до 21 века донесли старожилы Старой Рачейки, что в своей книге зафиксировала местный краевед Г.Г. Журлова[3]. Например, «Огольцы» — мелкая, пугливая рыбешка (похожа на крупных головастиков), водится в речке Рачейке; «Восейка» — вчера, накануне; «Не бай а ты!» — восклицание «И не говори!»; «Бает, баять» — говорит, говорить; «Загадка» — ничейная земля между двумя соседскими усадьбами; «Рамень» — опушка, край леса.

## Население
Постоянное население составляло 2208 человек (81% русские) в 2002 году, 2143 в 2010 году, 1960 в 2021 году.

## Инфраструктура
На предприятии ГУСО «Самаралес» (бывший лесхоз) трудится 107 человек, в ГУЗ ПС «Рачейка» на 25 коек (бывший тубсанаторий) – 48 человек. В селе началось строительство офиса врача общей практики. Имеется средняя школа (29 педагогов, обучается 196 детей) и детсад (75 детей, 23 работника), дом милосердия (Дом дневного пребывания граждан пожилого возраста и инвалидов, 140 человек преклонного возраста обслуживают 36 соцработников). Имеются в селе почта, сберкасса, пожарно-спасательный отряд, дом культуры, библиотека.